# オッターボックス
オッターボックス（英語: OtterBox）とは、コロラド州フォート・コリンズに本社を置く非上場のコンシューマーエレクトロニクスアクセサリー企業で通常企業名を携帯端末の防水ケースの登録商標として度々使用している。設立は1998年でアウトドア愛好家向けに防水ボックスや特定のスマートフォンやタブレットケースを製造しており、以降、スマートフォン対応の防水、非防水両方の保護ケースを発売することに主眼を置いている。

## 歴史
1990年代初め、ウォータースポーツ人気の高まりに目をつけたカート・リチャードソンは自身のガレージで初代の「オッターボックス」を製作し始めた。初代オッターボックスは100%防水仕様のボックスとなり、そしてリチャードソンは1995年にオッターボックスを完成させた後1998年にそのオッターボックスをいう社名で会社を設立した。リチャードソンのビジネスにおける意思決定は1985年に出版された書籍に載せられている「E-Myths」と呼ばれるビジネス理論の影響を強く受けたものだった。2001年、iPodに対応したケースの製作を開始し、2004年に発売した。2010年に携帯端末や技術に焦点を当てるため市場から撤退した。現在、戦場での軍事技術を活用した保護アクセサリーを発売している。 
2009年早期、オッターボックスには約70人の社員がいたが、2010年に欧州、中東、アフリカ市場に向けて10人の社員でアイルランドに 、2011年には香港の湾仔にそれぞれ事務所を置いた。2011年には3億475万ドルの収益を上げた。同年10月時点でドバイに小規模の営業所をオーストラリアに販売代理店がある。2012年時点で過去3年間の間にジョブを300に増やし、従業員数も現在363人と過去3年間で3,312%の増加を示している。2012年7月、カート・リチャードソンはCEOを辞任し会長に就任すると発表、公認のCEOにブライアン・トーマスが就任した。
2012年10月19日、オッターボックスは偽のオッターボックス・ディフェンダー・シリーズケースを販売しているeBayに対し有利な判決を勝ち取った。オッターボックスのブランド保護責任者であるジョン・マッキーニーは「偽造するほど世界的に最も人気のあるブランドの1つだ」「我々のブランドを守ることと消費者には本格的な品質のオッターボックス製品が購入できることを保証するために積極的に行動する」と述べた。
オッターボックスから誕生し成長している3つのスタートアップビジネスにナーディ・マインズ(Nerdy Minds')、ワイルド・ロックPR(Wild Rock PR)、10AKテクノロジーズ(1OAK Technologies)があり、どの創設者もオッターボックス内でスタートアップビジネスのために勤務し、オッターボックス自身が支援することで製品やサービスの開発が継続できるようになっている。

## 製品
オッターボックスは現在Amazon Kindle、AppleのiPhone、iPod Touch、iPad、バーンズ・アンド・ノーブルのNook、数機種のBlackBerry製携帯電話、BlackBerry Playbook、Boost Mobile製携帯電話、Motorola XOOM、Galaxy Tab、Sony Reader、Google Nexus 7、Google Nexus One数機種のHTC製携帯電話、LG製携帯電話、サムスン製携帯電話といった数ある製品に対応したケースを販売している。
ケースのシリーズには6つあり、ディフェンダー・シリーズ、コミューター・シリーズ、インパクト・シリーズ、リフレックス・シリーズ、プレフィックス・シリーズ、パースート・シリーズがある。
- ディフェンダー・シリーズ - 落下、塵、傷から保護する。スクリーンプロテクター、内層ポリカーボネート、外層シリコンの3層構造となっており、ホルスターが付属している[11]。
- コミューター・シリーズ - 落下、塵、傷から保護する。内層ポリカーボネート、外層シリコンの2層構造となっており、スクリーンプロテクターが付属している[11]。
- リフレックス・シリーズ - 落下、塵、傷から保護する。2層構造になっておりスクリーンプロテクターが付属している[11]。
- プレフィックス・シリーズ - 落下、塵、傷から保護する。内部ポリカーボネートバックボーンのあるシリコン層がありスクリーンプロテクターが付属している[11]。
- インパクト・シリーズ - 落下、塵、傷から保護する。単一のテキスチャシリコン外層がありスクリーンプロテクターが付属している[11]。
- パースート・シリーズはドライボックスの新バージョンであり、落下、塵、傷から保護する。内部がクッションになっている[11]。
- アーマー・シリーズは2013年1月8日発売。水、塵、落下、押し潰しから保護する[12]。

オッターボックス製品には欠陥があった場合に備えた購入日から1年間有効の保証が付いてくる。

## 特許
オッターボックスのアーマー・シリーズ、コミューター・シリーズ、ディフェンダー・シリーズ、インパクト・シリーズ、リフレックス・シリーズ、ドライボックスには全て複数の特許で保護されている。また自社製品は米国特許商標庁や他国で取得した複数の商標で保護されている。

## 受賞
2012年、グレイト・プレイス・トゥー・ワークによるベスト・メディアム・ワークプレースの1つに選出された。またフォーチュン誌との提携で、オッターボックスは全従業員にボランティア作業のため24時間の有給休暇を与えるなどして「ケアフリーでクリエイティブな場所」を提供することで従業員を55%増やそうとしている。